# Индикативное условие
Индикативное условие (англ. indicative conditional) — условное предложение естественного языка, придаточная часть которого имеет одну из форм синтаксического индикатива и содержит информацию о том, что ситуация является потенциальной в прошедшем, настоящем и будущем временах, а грамматическая форма ограничивает их обсуждением того, что может быть истиной. Индикативные (указательные) условные предложения обычно противопоставляются контрфактическим условиям, которые имеют дополнительное грамматическое оформление (например, наклонение или указание на время) для рассуждения о ситуациях, которые уже не являются вероятными.
Пример индикативного условия: «Если Иван находится дома, то он не в Москве». Сравните с контрфактическим: «Если бы Иван Грозный победил в Ливонской войне, то Санкт-Петербург не был бы основан». (В русском языке соответствует модальностям изъявительного и условного наклонений.)
Индикативы являются важной темой исследований в философии языка, философской логике и лингвистике. Среди открытых вопросов:
- какие логические операции обозначают индикативы,
- как они могут быть сформулированы на основе своей грамматической формы, и
- каковы последствия использования этих обозначений для метафизики, психологии рассуждений и философии математики.

## Формальный анализ
Ранние исследования определяли индикативные условия с помощью логической операции, известной как импликация. При интерпретации индикативного высказывания «Если есть условие A, тогда следует значение Б» как материальной импликации, утверждение будет ложным только если A истинно, а Б — ложно. Данный подход позволяет учесть многие очевидные случаи, но в нём не находят отражения важные реальной речевой деятельности и логических рассуждений нюансы.
Проблемой применения материальной импликации является то, что она позволяет индикативам быть истинными, даже если их антецедент и консеквент не связаны друг с другом. Например, индикатив «Если Москва находится в России, то форель является рыбой» интуитивно кажется странным, поскольку месторасположение Москвы не имеет никакого отношения принадлежности рыбы к виду форели. Впрочем, поскольку и антецедент, и консеквент истинны, импликация рассматривает его как истинное утверждение. Аналогично, импликация рассматривает индикативы с ложным антецедентом, как бессодержательно истинные. К примеру, в случае, если Москва не находится в Австралии, то условие «Если Москва находится в Австралии, тогда форель является рыбой» будет рассматриваться как истинное при импликации. Подобные аргументы используются для того, чтобы показать, что никакая основанная на истинностных функциях логика (например, классическая логика) не будет являться достаточно эффективной в качестве семантики для индикативных условий.
В середине XX века ученые, такие как Н. П. Грайс и Фрэнк Камерон Джексон, старались упрочить использование материальной импликации («если А, то Б») для анализа буквального семантического значения индикативных форм (утвердительных высказываний). При этом они обращались к прагматике — контексту и узусу — для объяснения возникающих расхождений или несоответствий интерпретации.
Современные работы по философской логике и формальной семантике, как правило, предлагают альтернативные обозначения для индикативных условных предложений. Предлагаемые альтернативы включают анализ на основе логики релевантности, модальной логики, теории вероятности, модальной семантики Анджелики Кратцер и Динамическая семантика.

## Психология
Основная часть исследований поведения в области психологии рассуждений была проведена с индикативными, каузальными и контрфактическими условиями. Люди легко делают умозаключение modus ponens, но только около половины участников экспериментов могут сделать умозаключение modus tollens, то есть, если дано условие А, то дано условие Б, и, учитывая значение не-Б, только около половины участников делают вывод не-А, остальные же говорят, что из сказанного выражения ничего не следует. Когда испытуемым даются контрфактические условия, то участники одновременно формулируют умозаключения modus ponens и modus tollens.